# Pseudothelphusidae
Los pseudotelfúsidos (Pseudothelphusidae) son una familia de crustáceos decápodos del infraorden Brachyura que viven en aguas dulces. Sus más de 250 especies se distribuyen por las montañas y áreas neotropicales entre los 300 y 3.000 m de altitud en las Antillas, Centroamérica y Sudamérica. Poseen pseudopulmones además de branquias, lo que les permite estar más tiempo fuera del agua que otros cangrejos.
Varias especies tienen importancia como recurso alimentario humano, pero es necesario que estén bien cocinados, ya que pueden ser huéspedes secundarios del parásito Paragonimus, un trematodo que infesta los pulmones de los seres humanos y que puede contraerse consumiendo el cangrejo crudo o mal cocido.

## Géneros
Se reconocen los 64 siguientes:
- Allacanthos Smalley, 1964
- Achlidon Smalley, 1964

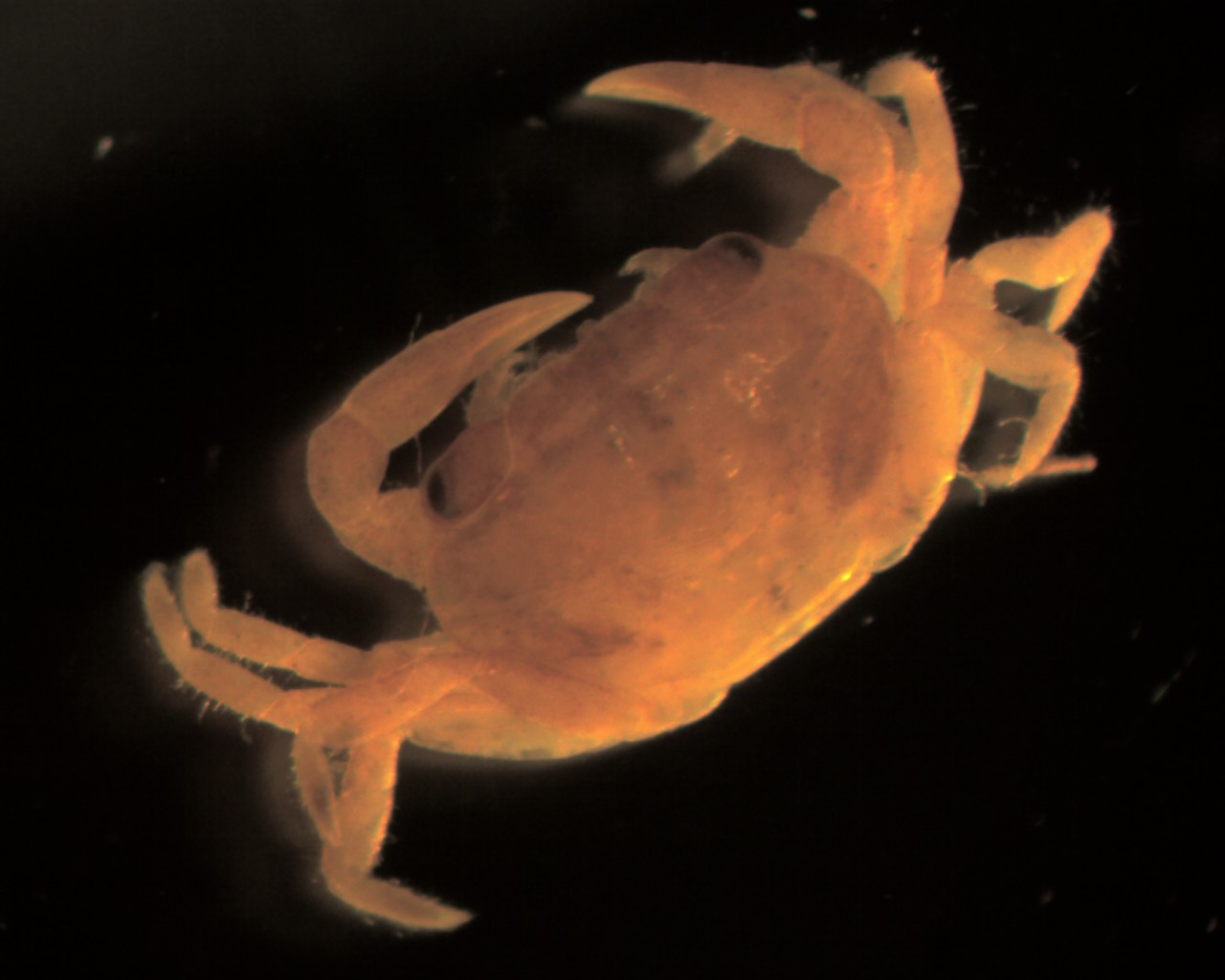

- Brasiliothelphusa Magalhães & Türkay, 1986
- Camptophallus Smalley, 1965
- Chaceus Pretzmann, 1965
- Disparithelphusa Smalley & Adkinson, 1984
- Ehecatusa Ng & Low, 2010 [6]
- Eidocamptophallus Rodríguez & Hobbs, 1989
- Elsalvadoria Bott, 1967
- Epilobocera Stimpson, 1860
- Eudaniela Pretzmann, 1971
- Fredius Pretzmann, 1967
- Guinotia Pretzmann, 1965
- Hypolobocera Ortmann, 1897
- Kinglseya Ortmann, 1897
- Kunziana Pretzmann, 1971
- Lindacatalina Pretzmann, 1977
- Lobithelphusa Rodríguez, 1982
- Martiana Rodríguez, 1980
- Microthelphusa Pretzmann, 1968
- Moritschus Pretzmann, 1965
- Neoepilobocera Capolongo & Pretzmann, 2002
- Neopseudothelphusa Pretzmann, 1965
- Neostrengeria Pretzmann, 1965
- Odontothelphusa Rodríguez, 1982
- Oedothelphusa Rodríguez, 1980
- Orthothelphusa Rodríguez, 1980
- Phallangothelphusa Pretzmann, 1965
- Phrygiopilus Smalley, 1970
- Potamocarcinus H. Milne-Edwards, 1853
- Prionothelphusa Rodríguez, 1980
- Pseudothelphusa Saussure, 1857
- Ptychophallus Smalley, 1964
- Raddaus Pretzmann, 1965
- Rodriguezus Campos & Magalhães, 2005
- Smalleyus Álvarez, 1989
- Spirothelphusa Pretzmann, 1965
- Strengeriana Pretzmann, 1971
- Sylvathelphusa[7] Villalobos & Álvarez, 2013
- Tehuana Rodríguez & Smalley, 1970
- Typhlopseudothelphusa Rioja, 1952
- Tzotzilthelphusa[7] Villalobos & Álvarez, 2013
- Villalobosius Ng & Low, 2010 [6]